# Nagaragawa Railway
Nagaragawa Railway Co.,Ltd. (長良川鉄道株式会社, Nagaragawa tetsudō kabushiki-gaisha), également appelée Nagatetsu (長鉄), est une compagnie de transport de passagers qui exploite une ligne de chemin de fer dans la préfecture de Gifu au Japon. Son siège social se trouve dans la ville de Seki.

## Histoire
La compagnie a été fondée le 28 août 1986 pour exploiter la ligne Etsumi-Nan, cédée par les Japanese National Railways.

## Ligne
La compagnie exploite une ligne.
| Ligne            | Nom japonais | Terminus          | Longueur (km) | Gares |
| ---------------- | ------------ | ----------------- | ------------- | ----- |
| Ligne Etsumi-Nan | 越美南線     | Mino-Ōta - Hokunō | 72,1          | 38    |

## Matériel roulant

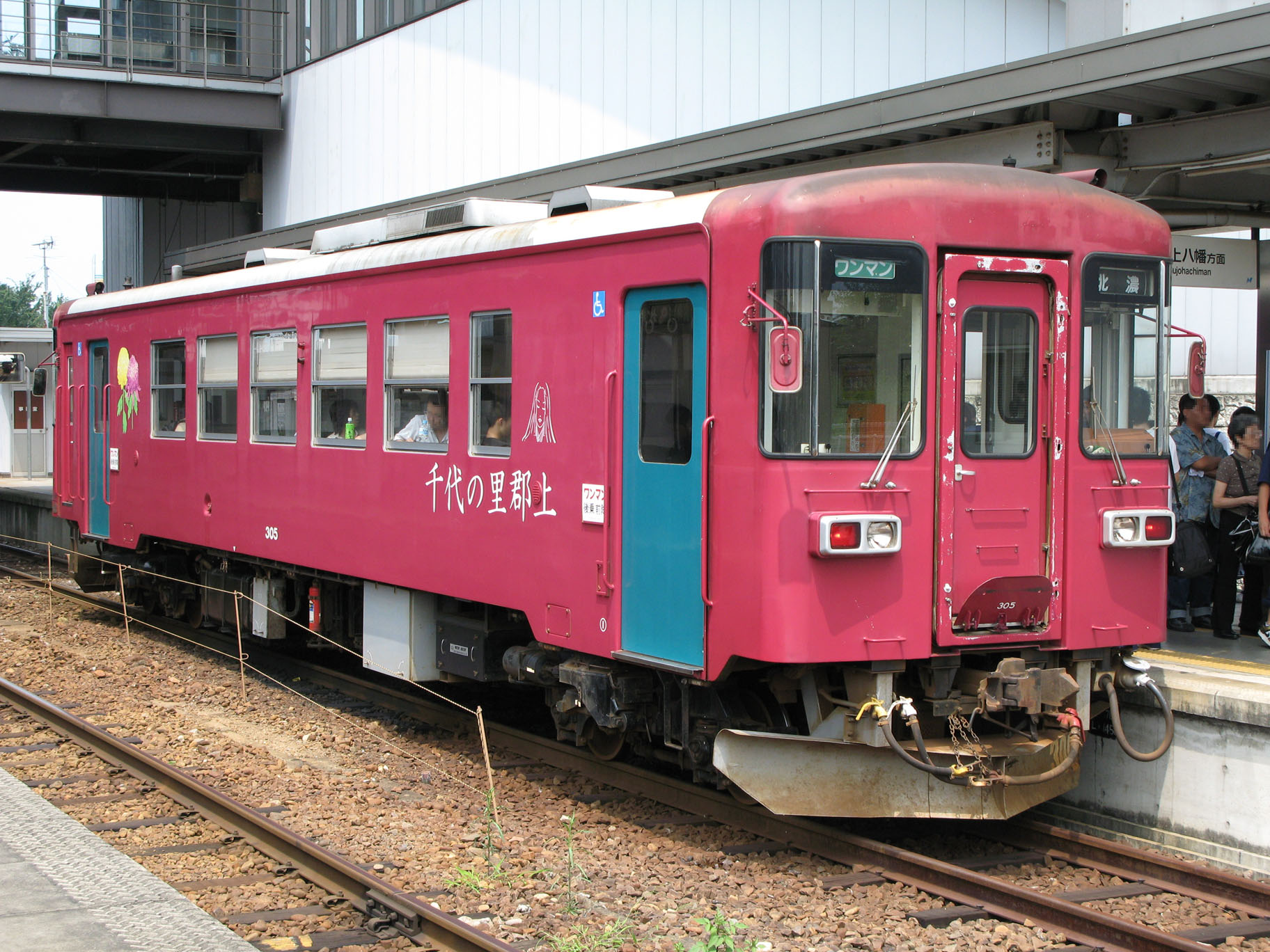
Série Nagara 300
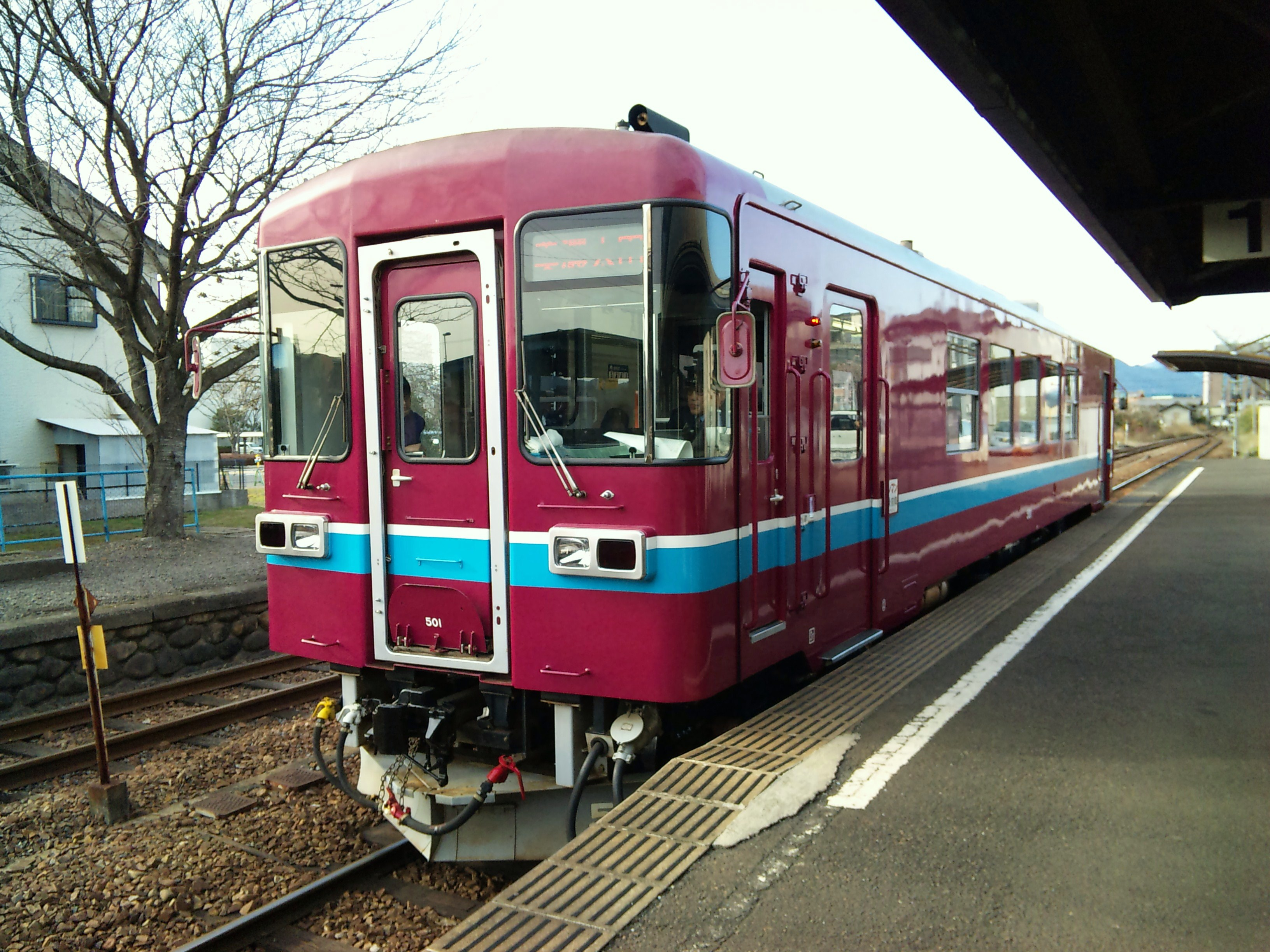
Série Nagara 500